# 가쓰시카정
가쓰시카정(葛飾町)은 지바현 히가시카쓰시카군에 일찍이 존재했던 정이다. 현재의 후나바시시 서부에 해당한다.

## 역사
- 1889년 4월 1일 - 정촌제 시행에 수반해 히가시카쓰시카군 가쓰시카촌이 성립하였다.
- 1923년 - 가쓰시카 소방대가 간토대지진 때 피난민 구호에 힘써 지바현 지사로부터 표창장을 받았다.
- 1931년 - 정으로 승격해 가쓰시카정이 되었다.
- 1937년 -  후나바시정, 야사카에촌, 호덴촌, 쓰카다촌, 가쓰시카이 합병해 후나바시시가 설치되었다.

## 교통

### 철도
- 소부 철도 (1909년 국유화) - 1894년 개통 
  - 소부 본선 (시모사나카야마역 1915년에 나카야마역을 개칭
- 게이세이 철도
  - 게이세이 본선